# استاد (فیلم ۲۰۲۱)
استاد (به انگلیسی: Maestro) فیلمی محصول سال ۲۰۲۱ و به کارگردانی مارلاپاکا گاندهی است. در این فیلم بازیگرانی همچون نیتین، تمنا باتیا، نبها ناتش، جیشو سنگوپتا، منگلی و سریموخی ایفای نقش کرده‌اند.
این فیلم بازسازی فیلم ملودی کور است.